# Hochstein Ridge
Hochstein Ridge ist ein rund 19 Kilometer langer Gebirgskamm in der antarktischen Ross Dependency. Vom Cotton-Plateau in der Queen Elizabeth Range erstreckt er sich nordwärts zwischen dem Prinz-Edward-Gletscher und dem Prince-of-Wales-Gletscher.
Der United States Geological Survey kartierte ihn anhand eigener Tellurometervermessungen und Luftaufnahmen der United States Navy aus den Jahren von 1960 bis 1962. Das Advisory Committee on Antarctic Names benannte ihn 1966 nach dem Glaziologen Manfred Hochstein von der University of Auckland, der im Rahmen des United States Antarctic Research Program in drei antarktischen Sommerkampagnen zwischen 1961 und 1964 auf der Roosevelt-Insel tätig war.